# Mircea Veroiu
Mircea Veroiu (n. 29 aprilie 1941, Târgu Jiu, România – d. 26 decembrie 1997, București, România) a fost un actor, scenarist și regizor român.

## Studii
A urmat Institutul de Artă Teatrală și Cinematografică, pe care îl absolvă în 1970.

## Activitate
În anii 1970, Mircea Veroiu se impune printre cei mai apreciați regizori din generația sa. Abordează subiecte variate și, dând dovadă de tact în relația cu organele de cenzură, va putea produce, în medie, un film pe an. Spre mijlocul deceniului se arată tot mai interesat de genul western, urmărind în paralel evoluția așa-numitelor western spaghetti (produse în Italia și Spania); participă la conturarea genului „ostern” (replica țărilor din „Blocul de Est”), atât în calitate de regizor, cât și în calitate de actor.
Are înclinare spre un cinematograf riguros din punct de vedere dramaturgic și foarte căutat din punct de vedere formal. Unele ecranizări după texte literare clasice constituie repere în filmografia sa.
După succesul filmului Adela, încununat cu premiul cel mare acordat la Festivalul de Film de la San Remo din 1985, Veroiu se hotărăște să plece în Franța, la Paris. Se va stabili aici în 1986; lumea filmului francez nu îi oferă primirea sperată. După revoluția din decembrie 1989, Veroiu revine în țară. În 1994 este numit directorul Studioului de Creație „Profilm”.

## Viața personală
Înainte de a intra la IATC, Mircea Veroiu a urmat Institutul de Educație Fizică și Sport, a fost trimis în post de profesor de sport la o școală de sat din Oltenița. După ce nu s-a prezentat la post, a fost dat în urmărire.
Mai târziu, a fost soțul actriței Elena Albu.
Artistul a decedat în anul 1997 și a fost incinerat.

## Filmografie

### Ca regizor
realizate în timpul anilor de studiu
- Cercul (scurtmetraj, 1968) – filmul de absolvire a IATC
- Într-o dimineață (scurtmetraj, 1969)
- Preludiu (scurtmetraj, 1969)

filme cinematografice
- Apa ca un bivol negru (documentar, 1971) – coregizor
- Nunta de piatră (1972) – în colaborare cu Dan Pița
- 7 zile (1973)
- Duhul aurului (1974) – în colaborare cu Dan Pița
- Hyperion (1975)
- Dincolo de pod (1976)
- Mînia (1978)
- Între oglinzi paralele (1979)
- Artista, dolarii și ardelenii (1980)
- Semnul șarpelui (1982)
- Așteptînd un tren (1982)
- Sfîrșitul nopții (1983)
- Să mori rănit din dragoste de viață (1984)
- Adela (1985)
- Umbrele soarelui (1988)
- Somnul insulei (1994)
- Craii de Curtea Veche (1996)
- Scrisorile prietenului (1996)
- Femeia în roșu (1997)

### Scenarist
- Apa ca un bivol negru (documentar, 1971) – coscenarist
- Nunta de piatră (1972) – segmentul „Fefeleaga”
- Duhul aurului (1974) - în colaborare cu Dan Pița
- Dincolo de pod (1976)
- Între oglinzi paralele (1979)
- Adela (1985)
- Somnul insulei (1994) – în colaborare cu Bujor Nedelcovici
- Craii de Curtea Veche (1996) – în colaborare cu Ioan Grigorescu
- Femeia în roșu (1997)

### Actor
- Puterea și adevărul (1972)
- Conspirația (1973)
- 7 zile (1973)
- Actorul și sălbaticii (1975)
- Oaspeți de seară (1976)
- Rîul care urcă muntele (1977)
- 1978 Înarmat și foarte periculos (Vooruzhyon i ochen opasen), regia Vladimir Vainștok
- Falansterul (1979)
- Rug și flacără (1980)
- Ștefan Luchian (1981)
- Trenul de aur (1986)

## Premii obținute
- ACIN pentru Apa ca un bivol negru (1971)
- ACIN pentru Nunta de piatră (1972)
- ACIN pentru Duhul aurului (1974)
- Bergamo pentru Duhul aurului (1974)
- ACIN pentru Dincolo de pod (1976)
- ACIN pentru Sfîrșitul nopții (1983)
- Premiul pentru regie al Asociației Cineaștilor din România (ACIN) pentru Să mori rănit din dragoste de viață (1984)[7]
- San Remo pentru Adela (1985)
- Archachon pentru Somnul insulei (1994)